# ユーグ1世 (ブルゴーニュ公)
ユーグ1世（フランス語：Hugues Ier, 1057年 - 1093年8月29日）は、ブルゴーニュ公（在位：1076年 - 1079年）。ロベール1世の孫。

## 生涯
1076年、若死した父アンリに代わって祖父からブルゴーニュ公国を相続した。しかし、ユーグ1世は1079年に弟ウードに公位を譲り、自らはベネディクト会のクリュニー修道院の修道院長となった。彼はヌヴェール伯ギヨーム1世の娘シビーユと結婚したが、子孫は知られていない。